# Gerderest
Gerderest ist eine französische Gemeinde mit 140 Einwohnern (Stand 1. Januar 2022) im Département Pyrénées-Atlantiques in der Region Nouvelle-Aquitaine (vor 2016: Aquitanien). Die Gemeinde gehört zum Arrondissement Pau und zum Kanton Terres des Luys et Coteaux du Vic-Bilh (bis 2015: Kanton Lembeye).
Der Name in der gascognischen Sprache lautet Jarderest. Die Einwohner werden Gerderestais und Gerderestaises genannt.

## Geographie
Gerderest liegt ca. 25 km nordöstlich von Pau in der Region Vic-Bilh in der historischen Provinz Béarn am nordöstlichen Rand des Départements.
Umgeben wird Gerderest von den Nachbargemeinden:
|                   | Simacourbe                                  |                            |
| Monassut-Audiracq | Kompassrose, die auf Nachbargemeinden zeigt | Maspie-Lalonquère-Juillacq |
|                   | Abère                                       | Anoye                      |

Gerderest liegt im Einzugsgebiet des Flusses Adour. Ein Zufluss des Lées, der Ruisseau de Mondane, entspringt im Gemeindegebiet.

## Geschichte
Am Fuß der ehemaligen Motte nordöstlich des Ortszentrums sind zahlreiche Gegenstände (Tongefäße, Mauerblöcke, Amphoren) aus dem zweiten und dritten Jahrhundert gefunden worden und belegen eine Besiedelung bereits während der gallorömischen Zeit. Unter Beibehaltung von Überresten der Erdhügelburg entwickelte sich die Gemeinde als sogenanntes castelnau. Ein Castelnau (deutsch Neuburg, okzitanisch castèl nòu, im Vulgärlatein castellum novum) ist ein Dorf oder eine Stadt, die im Mittelalter in der Nähe einer Erdhügelburg gegründet wurde. Die Grundherrschaft von Gerderest, die auch die Gemeinde Monassut umfasste, wurde im 11. Jahrhundert erstmals erwähnt, ebenso wie ein gleichzeitig existierendes Laienkloster in der Nähe der Pfarrkirche ein Jahrhundert später. In der Volkszählung des Béarn im Jahre 1385 wurden in Gerderest und Monassut zusammen 25 Haushalte gezählt und vermerkt, dass die Dörfer zur Bailliage von Lembeye gehören. Diese für die damalige Zeit bedeutende Größe führte sicherlich dazu, dass die Grundherrschaft über die Gemeinde bei zahlreichen adeligen Familien begehrt war. Zusammen mit Monassut, Saint-Laurent und Audiracq bildete Gerderest in der Folge das fünftgrößte Baronat im Béarn, das zusammen mit dem Laienkloster 1710 an Jean de Noguès verkauft wurde, der die Titel bis zur Französischen Revolution behielt.
Toponyme und Erwähnungen von Gerderest waren:
- Gerderes (1154, Urkunden von Barcelona),
- Gerzerest (12. Jahrhundert, Schriften der Pilgerherberge von Gabas, heute Ortsteil von Laruns),
- Gergerest (13. Jahrhundert, fors de Béarn (Manuskript aus dem 14. Jahrhundert)),
- Gerzeresium (1343, Urkunden der Vicomté von Béarn),
- Jarzerest (1353, Kopialbuch von Orthez, genannt Martinet) und
- Gerderest (1750, Karte von Cassini).[5][6]

### Einwohnerentwicklung
Nach Höchstständen der Einwohnerzahl von über 300 in der ersten Hälfte des 19. Jahrhunderts hat sich die Zahl bei kurzen Wachstumsphasen bis zu den 1970er Jahren um über zwei Drittel auf rund 100 Einwohner reduziert. Seitdem hat die Bevölkerung wieder leicht zugenommen und die Zahl bewegt sich auf einem Niveau von rund 120 Einwohnern.
| Jahr      | 1962 | 1968 | 1975 | 1982 | 1990 | 1999 | 2006 | 2009 | 2022 |
| --------- | ---- | ---- | ---- | ---- | ---- | ---- | ---- | ---- | ---- |
| Einwohner | 120  | 104  | 103  | 106  | 124  | 108  | 122  | 127  | 140  |

## Sehenswürdigkeiten
- Pfarrkirche, gewidmet Martin von Tours. Der ursprüngliche Bau geht vermutlich wie bei den meisten Kirchen im Vic-Bilh auf die Zeit der Spätromanik zurück, wie ein kleiner Dreipass belegt, der bei einer der letzten Restaurierungen in der Südwand zutage trat. Nach den Verwüstungen während der Hugenottenkriege wurde die Kirche in der zweiten Hälfte des 16. Jahrhunderts wieder aufgebaut. Die heutige Kirche präsentiert sich im Stil der Nachgotik mit ihrem einfachen Aufbau von Langhaus mit einem Kirchenschiff, Chor und der Seitenkapelle aus dem 15. Jahrhundert. Im 18. Jahrhundert wurden der Glockengiebel mit zwei Glocken in bogenförmigen Maueröffnungen und der Eingangsvorbau angefügt. Sehenswert ist im Kircheninnern der Altaraufsatz des Künstlers Claverie aus der zweiten Hälfte des 18. Jahrhunderts und das Antependium, das den Schutzpatron der Kirche, den heiligen Martin, als römischen Legionär zeigt. Weitere Ausstattungsgegenstände der Kirche stammen aus dem 17. bis 19. Jahrhundert und sind als nationale Kulturgüter registriert.[10][11]

## Wirtschaft und Infrastruktur
Die Landwirtschaft ist traditionell einer der wichtigsten Wirtschaftsfaktoren der Gemeinde.

### Verkehr
Gerderest wird durchquert von der Route départementale 207.